# A Princesa e a Ervilha
A princesa e a ervilha é um dos primeiros contos do dinamarquês Hans Christian Andersen, e inicialmente publicado em 1835.
Relata a história de um príncipe que desejava casar com uma princesa de verdade, mas ele estava tendo dificuldade em encontrá-la. Em certa noite de muita tempestade, bateu à porta do castelo uma moça, dizendo-se uma verdadeira princesa. Porém, devido às condições do tempo, ela estava em péssimas condições, toda molhada e com água escorrendo pelos cabelos. Para testar se a moça falava a verdade, a rainha a convidou para dormir no castelo. Antes porém, colocou uma ervilha na cama em que a moça iria dormir e, por cima, vários colchões e cobertas.
No dia seguinte, ao perguntar à moça como ela tinha passado a noite, recebeu como resposta que a noite tinha sido péssima, porque alguma coisa a havia machucado. Com esta resposta, a jovem comprovou ser uma verdadeira princesa, pois somente uma verdadeira princesa poderia ter a pele tão sensível, e casou-se com o príncipe.

## Ligaçõesexternas
«O conto A princesa e a ervilha»